# 258 تايكي
258 تايكي كويكب كبير نسبيا من النوع أس يعتقد انة ينتمي إلى عائلة إينوميا للكويكبات يدور حول الشمس في حزام الكويكبات اكتشف في 4 مايو 1886 من قبل الفكي الألماني روبرت لوثر في مرصد دوسلدورف-بيلك وتمت تسمية نسبة (لآلهة) الحظ تيكه في الميثولوجيا الإغريقية  
258 تايكي ثاني أكبر عضو في عائلة إينوميا ويدور قريبا جدا من مدار العائلة ، ويمكن أن يكون عضوا فيها بناء على تكوينها. وهو في الحقيقة أكبر من كل أفراد عائلة إينوميا بغض النظر عن الكويكب 15 إينوميا، فقطرة يقدر بنحو 65 كم في حين مدارة يقع بعيدا على حافة المجموعة . وبالتالي، هناك فرصة جيدة على أن يكون مجرد دخيل .